# DomainKeys
DomainKeys — система e-mail-аутентификации, разработанная для проверки доменного имени отправителя и достоверности электронной корреспонденции. Спецификация DomainKeys наследует аспекты Identified Internet Mail для создания расширенного протокола, называющегося DomainKeys Identified Mail (DKIM). Эти объединённые спецификации служили основой для рабочей группы IETF при разработке стандарта.
Стандарт DKIM выпущен в мае 2007 года. Черновик DomainKeys также выпущен в то же время со статусом «historical».